# Römische Villa bei Low Ham

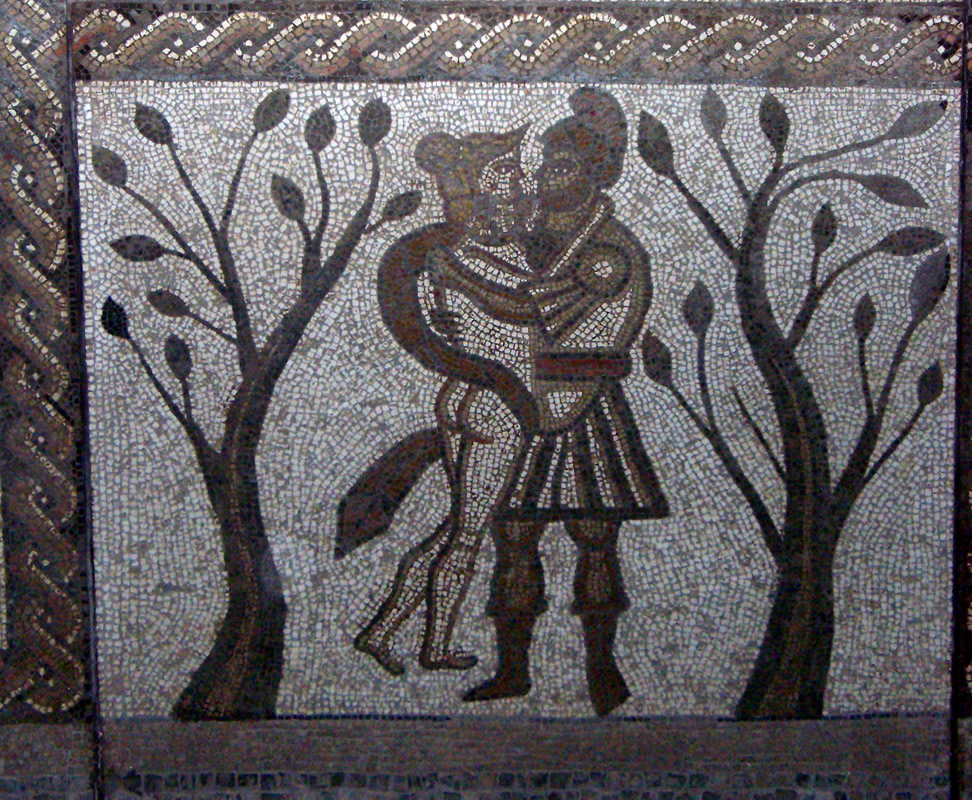
Aenas und Dido, Ausschnitt des Mosaiks

Die römische Villa in Low Ham war eine römische Villa bei Low Ham, einem Dorf in der Gemeinde High Ham, Grafschaft Somerset, England.
Sie wurde 1938 entdeckt und in den Jahren 1945 bis 1955 ausgegraben. Vor allem wegen eines Mosaiks, das Szenen mit Aeneas und Dido zeigt, erlangte sie Bekanntheit. Es ist eines der nicht so zahlreichen Mosaiken aus der römischen Provinz Britannia prima (Britannien) mit einer narrativen Darstellung.
Die Villa stand auf einem flachen Hügel und datiert um 340 n. Chr. Die Bauten der Villa gruppierten sich um einen Hof. Die Ausgrabungen konzentrierten sich vor allem auf den Westflügel und die Badeanlagen, in denen sich auch das Mosaik befand. Das Mosaik ist seit 1953 im Somerset County Museum in Taunton zu besichtigen. Neben diesem Mosaik fanden sich in der Villa noch zahlreiche weitere Fragmente von Mosaiken, doch meist viel schlechter erhalten und mit geometrischen Mustern dekoriert.